# Terry Rozier
Terry William Rozier III (nascut el 17 de març de 1994 a Youngstown, Ohio) és un jugador de bàsquet nord-americà que pertany a la plantilla dels Boston Celtics de l'NBA. Amb 1,88 metres d'alçària, juga en la posició de base.

## Trajectòria deportiva

### Universitat
Va jugar dues temporades de bàsquet universitari amb els Cardinals de la Universitat de Louisville, en les quals va fer de mitjana 12,9 punts, 4,1 rebots i 2,6 assistències per partit. En la seua primera temporada en els Cardinals va ser inclòs en el millor quintet de novençans de l'Atlantic Coast Conference, després de fer de mitjana 8,8 punts, 3,2 rebots i 1,5 recuperacions.
A l'any següent va liderar la conferència en recuperacions, amb 2,0 per partit, sent inclòs en el segon millor quintet de la conferència. El 30 de març de 2015, ell i el seu company d'equip Montrezl Harrell es van declarar elegibles per al draft de l'NBA, renunciant als dos anys que li quedaven com universitari.

### Professional
El 25 de juny de 2015, va ser seleccionat en la setzena posició del Draft de l'NBA de 2015 pels Boston Celtics. El 27 de juliol de 2015, Rozier va signar el seu contracte de novençà amb els Celtics.